# Schmitzberg (Wuppertal)
Schmitzberg ist eine Ortslage im Norden der bergischen Großstadt Wuppertal.

## Lage und Beschreibung
Die Ortslage liegt im Süden des Wohnquartiers Dönberg im Stadtbezirk Uellendahl-Katernberg auf einer Höhe von 299 m ü. NHN an der Einmündung der Straße Am Adamshäuschen in die Straße Am Langen Bruch. 
Benachbarte Orte sind neben Dönberg die Höfe und Ortslagen Bergmannshaus, Wordenberg, Langenbruch, Katzenbruch, Am Hasenkamp, In der Sonne und das unmittelbar benachbarte Adamshäuschen.
In der lokalen Mundart wurde der Ort auch als Luhrspohn oder auch om hengerschten Brenk (= am hintersten Brink) bezeichnet.

## Geschichte
Im 19. Jahrhundert gehörte Schmitzberg zu den Außenortschaften der Bauerschaft und der Kirchengemeinde Dönberg in der Bürgermeisterei Hardenberg, die 1935 in Neviges umbenannt wurde. Damit gehörte es von 1816 bis 1861 zum Kreis Elberfeld und ab 1861 zum alten Kreis Mettmann. 
Der Ort ist auf der Preußischen Uraufnahme von 1843 als Schmitzbg beschriftet. Im Gemeindelexikon für die Provinz Rheinland von 1888 werden ein Wohnhaus mit sechs Einwohnern angegeben.
Mit der Kommunalreform von 1929 wurde der südliche Teil Dönbergs von Neviges abgespalten und mit weiteren, außerhalb von Dönberg liegenden Nevigeser Ortschaften in die neu gegründete Stadt Wuppertal eingemeindet, so auch Schmitzberg. Entlang der Straße Am Adamshäuschen verlief bis 1975 die Stadtgrenze zwischen Wuppertal und Neviges, südlich davon bis 1929 die von Neviges zu Elberfeld. Durch die nordrhein-westfälische Gebietsreform kam Neviges mit Beginn des Jahres 1975 zur Stadt Velbert und das restliche Dönberg wurde ebenfalls in Wuppertal eingemeindet. Dadurch verlor Schmitzberg seine Grenzlage.